# Anna Dot
Anna Dot (Vic, 1991) és una artista i doctora en Traducció, Interpretació i Llengües Aplicades per la Universitat de Vic (2019). El seu treball se centra en l'estudi de la traducció i els actes comunicatius, i dedica una atenció especial als processos de lectura i escriptura, així com els usos de les noves tecnologies. La seva obra, representada per la galeria Bombon Projects (de Barcelona), s'ha mostrat en diferents espais artístics de Barcelona, com la Sala d'Art Jove, la Fundació Antoni Tàpies, Can Felipa Arts Visuals, La Capella del Carrer Hospital, o la Blueproject Foundation, i també fora de la capital catalana, a llocs com la Capella de Sant Roc de Valls, el Bòlit Centre d'Art Contemporani de Girona, la Ruta Walter Benjamin de Portbou, al MAC Mataró Art Contemporani, a la Galeria PALMADOTZE a Sta. Margarida i els Monjos, a NauEstruch a Sabadell, el Museu de l'Art de la Pell de Vic, i a la galeria Heinrich Ehrhardt, de Madrid. També ha exposat el seu treball a escala internacional: a la Lisi Hämmerle Galerie (Bregenz, Àustria), a la Galerie Bernhard Bischoff de Berna (Suïssa); a la fira Art-O-Rama de Marsella (França); a SCAN Projects, a Londres; a les fires ARCOLisboa 2018 (Portugal) i a ARCO Madrid 2019; al Museu d'art contemporani de Voivodina (Sèrbia); al centre Charsoo Honar de Teheran (Iran); i al Centre de Design de l'UQAM (Canadà).
El seu treball ha estat reconegut amb els premis "Because of Many Suns", atorgat per la Collezione Taurisano de Nàpols en el marc de la fira Art-O-Rama 2021 de Marsella; el premi Art Nou 2018 de part de l'Art Barcelona Associació de Galeries; i va ser guanyadora de la Biennal d'Art d'Amposta (BIAM) al 2014.
Compagina la producció artística amb la docència en educació artística i amb la investigació acadèmica. Col·labora esporàdicament amb la revista de crítica d'art A*Desk i havia escrit per al suplement cultural Encuentros, del Diari de Tarragona. També és membre de l'equip directiu de l'Escola d'Arts Plàstiques de Torelló. A més, és cofundadora dels col·lectius Morir de Frío i Supterranis (organitzadores del Festival Plaga), membre de la Comissió d'Arts Visuals del Festival Festus de Torelló, i ha col·laborat amb l'Associació Arxiu Muntadas - Centre d'Estudis i Recerca, dedicada a l'estudi de l'obra d'Antoni Muntadas.